# Четырёхсопочные острова
Четырёхсопочные острова (англ. Islands of Four Mountains) — группа островов в восточной части цепи Алеутских островов. Граничит с морскими путями и расположена между проливом Амукта и Андреяновскими островами на западе, а также между проливом Самалга и Лисьими островами на востоке. Административно острова относятся к американскому штату Аляска.

## География

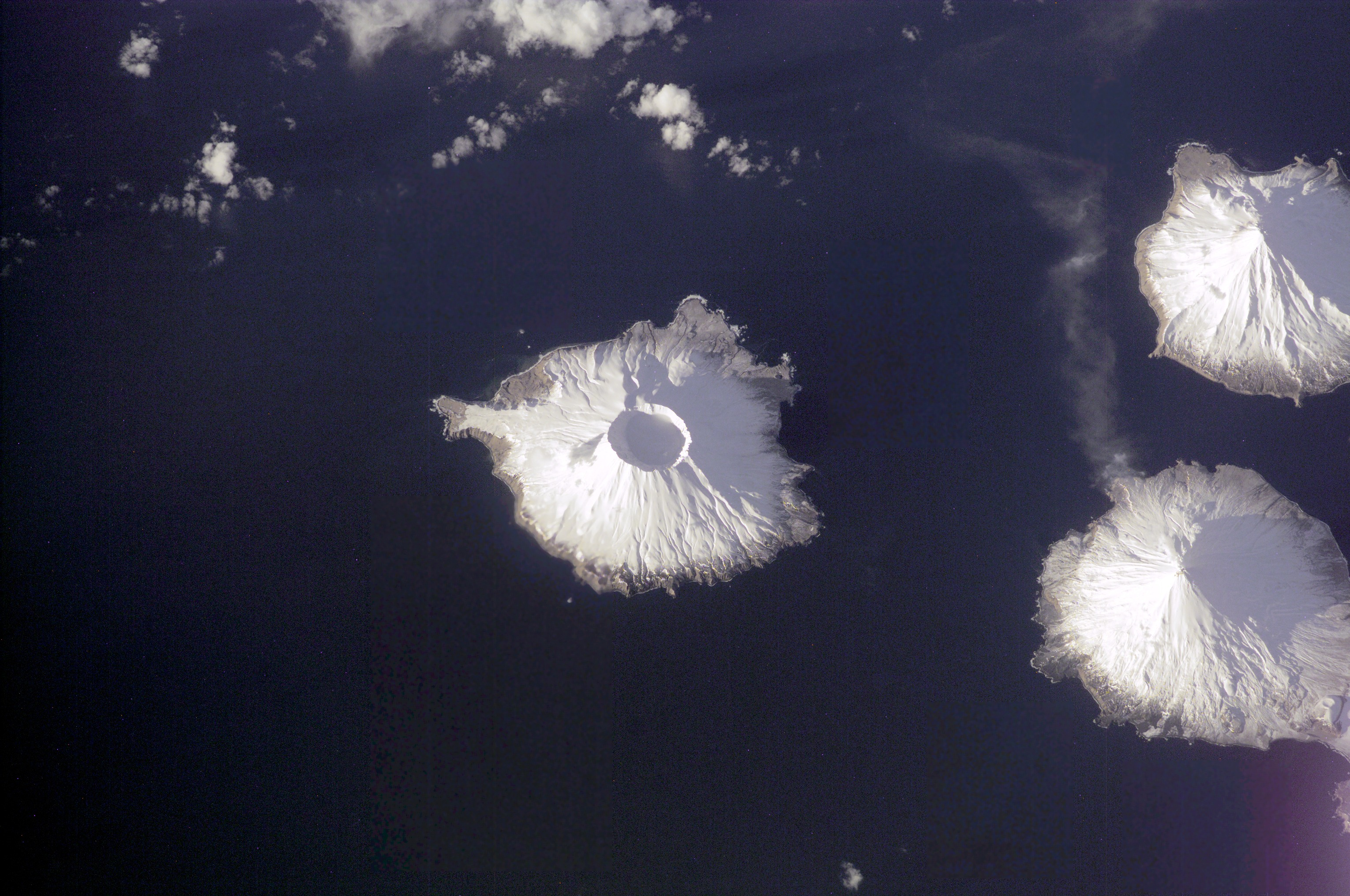
Космический снимок острова Герберт

Длина всей цепи — 130 км, а максимальная ширина — 35 км. Включает в себя ряд островов, протянувшихся цепочкой с запада на восток: Амукта, Чагулак, Юнаска, Герберт, Карлайл, Чугинадак, Улиага и Кагамильской остров. Крупнейшие из них — Юнаска (173,1 км²) и Чугинадак (166 км²). Последний в основном составляет действующий вулкан Кливленд.
Площадь поверхности всей группы островов составляет 545,596 км² и на них нет постоянного населения.

## Фауна
На Четырёхсопочных островах среди прочего обитает малая конюга, менее распространённые конюга-крошка и меньше всего — чистиковые.

## История
Название этим островам было дано в первой половине XIX века русскими первооткрывателями в связи с тем, что на четырёх из этих островов были действующие вулканы: Кливленд, Карлайл (вулкан), Кагамил и Герберт.
Алеуты, населявшие эти острова 5000 лет, дали им название (на современном алеутском) Униган, что означает «родина ветров», так как здесь нередки бури. Алеуты почитают эти острова и особенно остров Кагамил как свою прародину. Здесь они хоронили своих умерших и мумифицировали их, что свидетельствует о духовной значимости этого места.
Путаница с современным названием возможно произошла из-за обилия и неполноты различных карт и схем того времени. Действующие названия были собраны в 1894 году полевой частью экипажа с USS Concord (PG-3) и опубликованы в 1895 году в гидрографическом подразделении ВМС США. Первый из этих островов принадлежит к Алеутскому часовому поясу и его время остаёт на 1 час от времени Аляски, с переводом часов в летний сезон.